# Pygophora buxtoni
Pygophora buxtoni är en tvåvingeart som beskrevs av Malloch 1929. Pygophora buxtoni ingår i släktet Pygophora och familjen husflugor.
Artens utbredningsområde är Amerikanska Samoa. Inga underarter finns listade i Catalogue of Life.